# Sultanato de Aussa
El Sultanato de Aussa fue un reino que existió en la región de Afar, en el este de Etiopía, en los siglos XVIII y XX. Se la consideraba la principal monarquía del pueblo afar, a quien los demás gobernantes afar reconocían nominalmente la primacía.
El Imperio etíope nominalmente reclamó la región, pero se encontró con una dura resistencia. Debido a sus habilidades en la guerra en el desierto, los afar lograron mantenerse independientes, a diferencia de otros grupos similares en la región.
El sultán Yayyo visitó Roma junto con otros innumerables nobles de todo el este de África para apoyar la creación del África oriental italiana. Esto marcó el fin de la independencia de la región y fue disuelta e incorporada al África Oriental Italiana como parte de la Gobernación de Eritrea y la Gobernación de Harar.

## Historia

### Imamato de Aussa
La sociedad afar ha estado tradicionalmente dividida en pequeños reinos, cada uno gobernado por su propio sultán.
El Imamato de Aussa surgió del Sultanato de Adal en 1577, cuando Muhammed Jasa trasladó su capital de Harar a Aussa (Asaita) con la división del Sultanato de Adal en Aussa.
En 1647, los gobernantes del Emirato de Harar se separaron para formar su propia entidad política. El Imamato de Awsa fue posteriormente destruido por el local Mudaito Afar en 1672. Tras la desaparición del Imamato de Awsa, los Mudaito Afars fundaron su propio reino, el Sultanato de Aussa. En algún momento después de 1672, Aussa declinó junto con la ascensión al trono registrada del Imam Umar Din bin Adam.

### Sultanato
Duce, dal tempo più lontano, la mia famiglia e state nemica degli abissini, nemici della potenti Italia.  Mio nonno e mio padre sono sempre stati amici dell'Italia ed io, con il cuore e con la spada, sono un soldato dell'Impero italiano.  Per la mia fedelta ho chiesto il premio di vedervi Oggi Vi vedo ed ho la gioia di ripetere a Voi il giuramento di fedelta mio della gente della mia razza.  Ripotero al mio Paese la Vostra immagine e la Vostra parola. Dio benedica la Vostra opera e ci mantenga sulla giusta via della Vostra Volontà.  Io Vi offro questo tappeto che fu gia del Negus Micael e che poi, Ligg Jasu dono mio padre: sono lieto che questo tappeto, fatto per i sovrani abissini, sia oggi proprieta del Fondatore dell'Impero
Duce, from the earliest times, my family has been an enemy of the Abyssinians, enemies of mighty Italy.  My grandfather and my father have always been friends of Italy, and I with heart and sword, am a soldier of the Italian Empire.  For my fidelity I have asked for the reward of seeing you Today I see you and I have the joy of repeating the oath to you of my allegiance of the people of my race.  I will repeat your image and your word to my country. God bless your work and keep us on track way of your will.  I offer you this carpet which was already by the Negus Mikael and which later, Lij Iyasu gifted to my father: I am delighted that this rug, made for the Abyssinian sovereigns, is today property of the Founder of the Empire.

En 1734, el líder afar Data Kadafo, jefe del clan Mudaito, tomó el poder y estableció la dinastía Mudaito después de derrocar al sultanato Adal liderado por Harla que había ocupado la región desde el siglo XIII. Esto marcó el comienzo de una política nueva y más sofisticada que duraría hasta el período colonial. El símbolo principal del sultán era un bastón de plata, al que se consideraba que tenía propiedades mágicas. La influencia del sultanato se extendió hasta las tierras bajas de Danakil en lo que hoy es Eritrea.
Después de 15 años de gobierno, el hijo de Kadafo, Muhammäd Kedafu, lo sucedió como sultán. Muhammäd Kadafo, tres décadas más tarde, legó el trono a su propio hijo, Aydahis, quien a su vez reinaría otros veintidós años. Según Richard Pankhurst, estos períodos de gobierno relativamente largos según los estándares modernos indicaban un cierto grado de estabilidad política dentro del estado.
La prosperidad de Aussa era codiciada por los afars de las tierras vecinas y, en particular, por los Debne-Wemas, los más fuertes del sur de Adoimara. En la última década del siglo XVIII deseaban capturar la capital, por lo que contaron con el apoyo de varios mecheros yemeníes de Adén. Según Krapf e Isenberg, contaban nada menos que unos cientos de efectivos y disfrutaban de un completo monopolio de la potencia de fuego.
William Cornwallis Harris había declarado que la defensa de la ciudad fue organizada por el gobernante Yusuf ibn Idjahis, un sultán valiente y marcial, cuyo arsenal contaba con varios cañones y mechas. Afirmó que los defensores tomaron desprevenidos a los posibles atacantes, mientras dormían y les cortaron el cuello a "todos menos a uno". Los Debne-Wemas, según este relato, no se dejaron intimidar por este revés y regresaron con nuevos aliados de la costa que reunieron y lograron una derrota asesina de los Mudaitos. Yusuf fue asesinado, tras lo cual la ciudad fue saqueada y la guarnición pasada a espada.

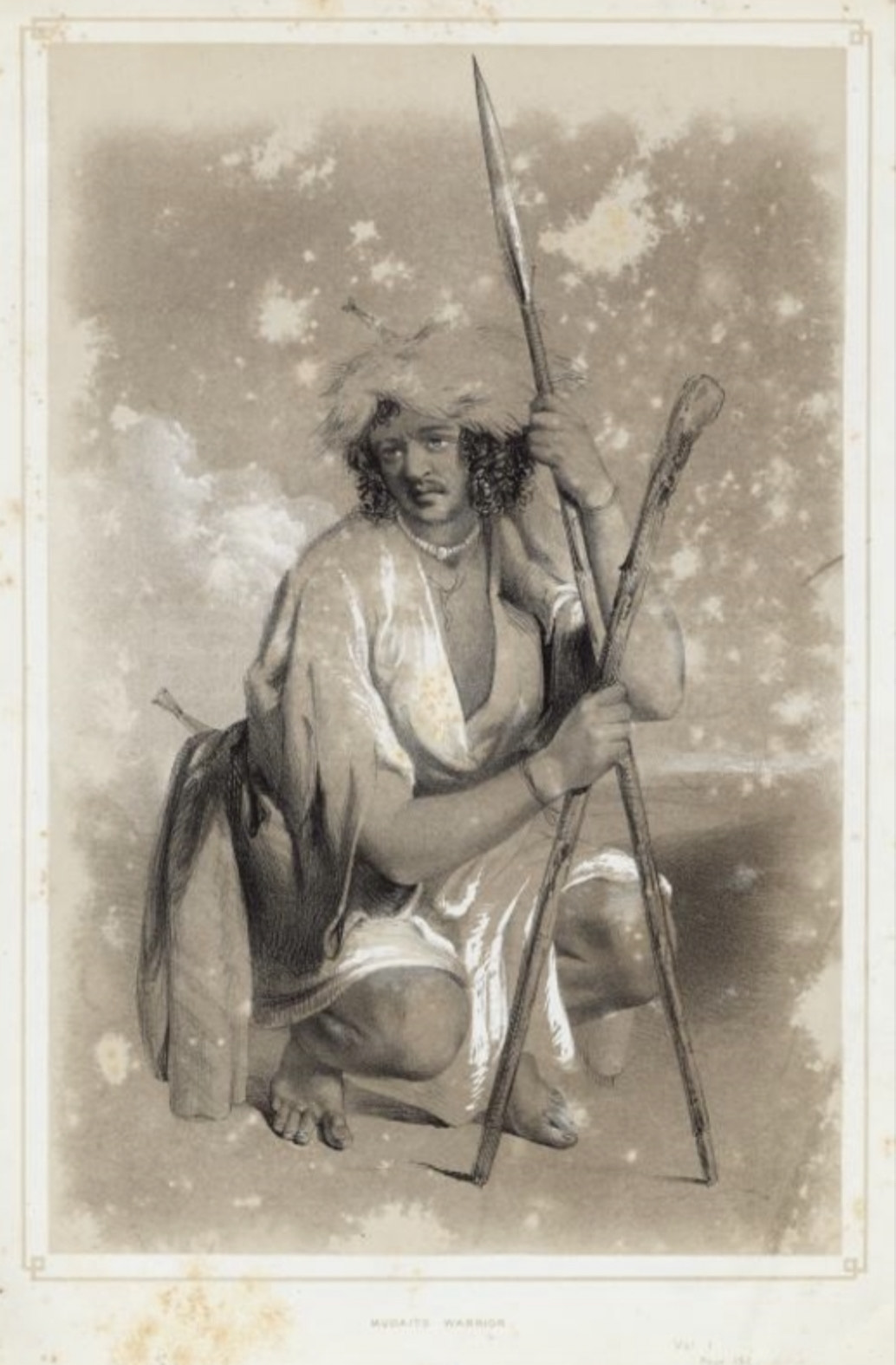
Guerrero Mudaïto ilustrado por Sir William Cornwallis Harris

La inestabilidad provocada por esta invasión había hecho que el estado de Aussa sufriera mucho. Aussa, que alguna vez fue un lugar importante, había perdido gran parte de su importancia política, pero seguía siendo un extenso campamento frecuentado por innumerables afars y somalíes como lugar de ferias perpetuas.
El sultán Mahammad ibn Hanfadhe derrotó y mató a Werner Munzinger en 1875, que lideraba un ejército egipcio en Etiopía.

### Período colonial
En 1865, la recién unificada Italia compró Asseb a un sultán local (que se convirtió en colonia de Eritrea en 1890) y llevó al sultán Mahammad a firmar varios tratados con ese país. Como resultado, el emperador etíope Menelik II estacionó un ejército cerca de Aussa para "asegurarse de que el sultán de Awsa no cumpliera su promesa de plena cooperación con Italia" durante la primera guerra ítalo-etíope.
El conde Tornielli declaró al marqués de Salisbury que el artículo 5 del tratado celebrado entre los italianos y el sultán Mahammad Hanfare. Que en el caso de que cualquier otra potencia intente ocupar Aussa o cualquier parte de su territorio, el sultán debe oponerse y declarar que su nación es un protectorado italiano y debe izar la bandera italiana. Según el artículo 3, el sultán había reconocido toda la costa de Danakil desde la bahía de Amphila hasta Ras Doumeira como posesión italiana y había concedido los territorios de Gambo Kona y Ablis como parte de la Eritrea italiana.

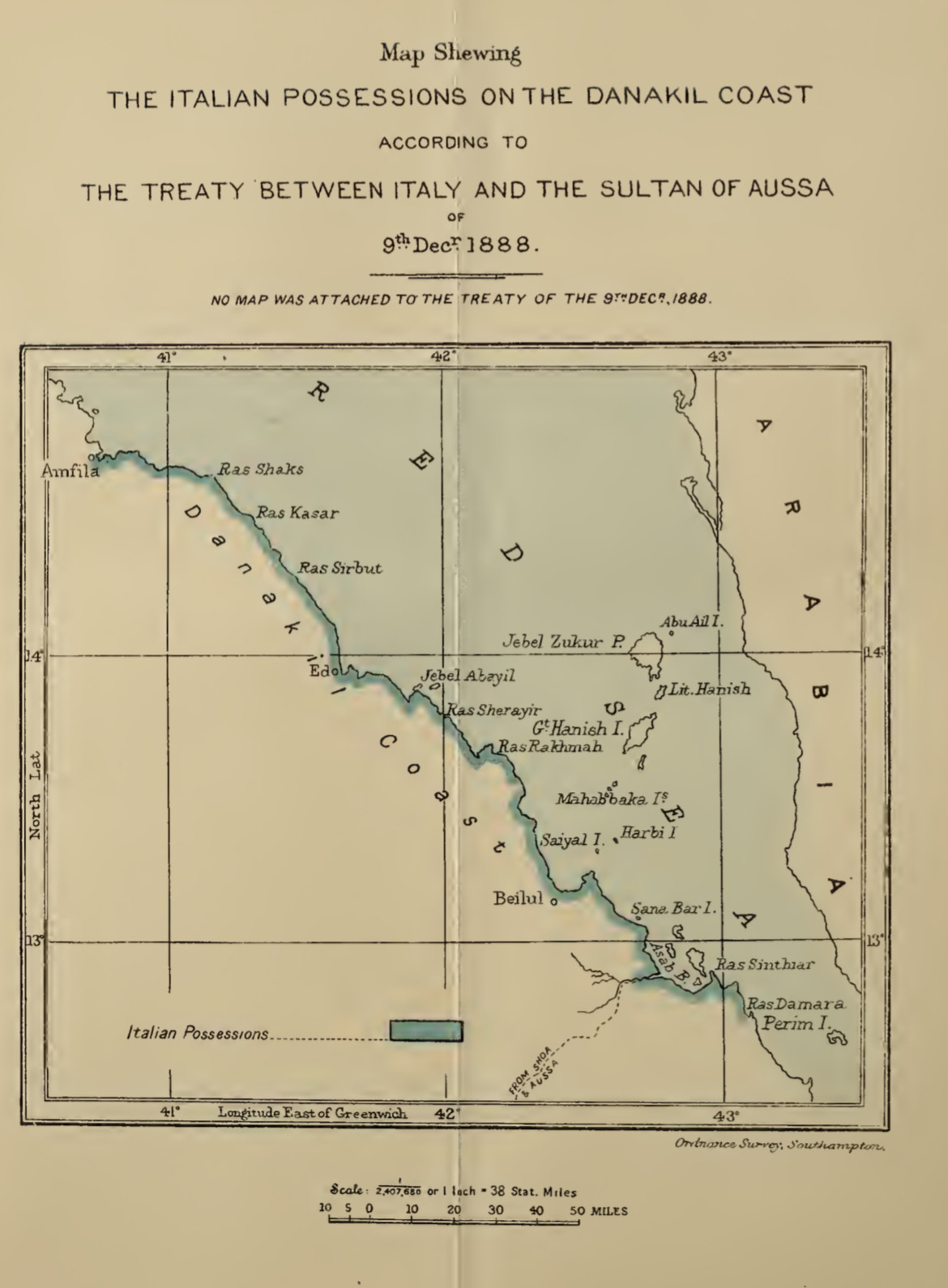
Las posesiones italianas de la costa de Danakil según el tratado entre Italia y el sultán de Aussa

### Segunda guerra ítalo-abisinia
Durante la segunda guerra ítalo-etíope, el sultán Mahammad Yayyo acordó cooperar con los invasores italianos.
El 1 de abril de 1936, las tropas italianas completaron la ocupación del rico Sultanato de Aussa, fronterizo con la Somalilandia francesa. Como resultado, en 1943, el gobierno etíope reinstalado envió una expedición militar que capturó al sultán Muhammad Yayyo y convirtió a uno de sus parientes en sultán. Durante una visita a Roma, el sultán Mohamed Yayyo conoció a Benito Mussolini y pronunció un discurso de su lealtad hacia el Imperio italiano en el Palacio Venecia.
 

### Renacimiento dentro de la Etiopía moderna
El sultán Alimirah a menudo entró en conflicto con el gobierno central por su invasión de la autoridad del Sultanato. Aussa, que había sido más o menos autónomo hasta la ascensión del sultán en 1944, había visto su poder muy debilitado por las fuerzas centralizadoras del gobierno de Haile Selassie. En 1950 se retiró de Asaita durante dos años en la oposición, regresando sólo dos después de la mediación de Fitawrari Yayyo. El sultán buscó unir al pueblo afar bajo un sultanato autónomo, sin dejar de ser parte de Etiopía; habían sido divididos entre las provincias de Hararghe, Shewa, Tigray y Wollo.

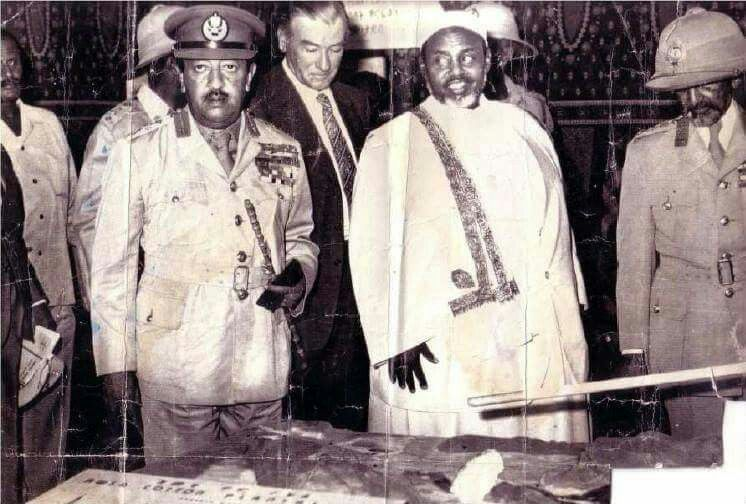
Sultán Alimirah Hanfare de Afar con el emperador Haile Selassie a la derecha y el hijo del emperador, el príncipe heredero Asfaw Wossen, a la izquierda

En 1961, cuando estaba claro que el acuerdo federal de Eritrea se encaminaba hacia su desaparición, 55 jefes afar en Eritrea se reunieron y respaldaron la idea de una autonomía afar etíope. Tras la disolución del gobierno federal de Eritrea y su transformación en una provincia administrada centralmente, los líderes afar se reunieron nuevamente en Assab en 1963 y apoyaron la creación de una región autónoma. En 1964, los líderes afar fueron a Addis Abeba para presentarle su propuesta a Haile Selassie, pero el esfuerzo fracasó. A pesar de estas invasiones y conflictos, el sultán permaneció fundamentalmente leal al emperador y a Etiopía; a su vez, si bien no logró el sultanato autónomo que deseaba, disfrutó de un nivel apreciable de autonomía en las áreas del Sultanato, casi único entre los muchos pequeños reinos incorporados al estado etíope a finales del siglo XIX. Por ejemplo, mientras el gobierno nombraba un gobernador para el awrajja (distrito) de Aussa propiamente dicho, el gobernador, en lugar de establecerse en la capital de Asaita, se sentaba en Bati, que estaba completamente fuera del distrito.
En 1975, el sultán Alimirah Hanfare fue exiliado a Arabia Saudita, pero regresó tras la caída del régimen de Derg en 1991. Tras la muerte de Alimirah Hanfere en 2011, su hijo Hanfere Alimirah fue nombrado su sucesor como sultán.

## Religión
Las élites religiosas de Aussa comúnmente llevaban el título honorífico de Kabir

## Lista de sultanes
- Kandhafo 1734-1749
- Kadhafo Mahammad ibn Kadhafo 1749–1779
- Aydahis ibn Kadhafo Mahammad 1779–1801
- Aydahis ibn Mahammad ibn Aydahis 1801–1832
- Hanfadhe ibn Aydahis 1832–1862
- Mahammad "Illalta" ibn Hanfadhe 1862-1902
- Mahammad ibn Aydahis ibn Hanfadhe 1902-1910
- Yayyo ibn Mahammad ibn Hanfadhe 1902-1927
- Mahammad Yayyo 1927-1944
- Alimirah Hanfare 1944–1975, 1991–2011
- Hanfare Alimirah 2011-2020
- Ahmed Alimirah 2020